# Tylomys watsoni
Tylomys watsoni é uma espécie de roedor da família Cricetidae.
Pode ser encontrada nos seguintes países: Costa Rica e Panamá.